# Cavernularia chuni
Cavernularia chuni är en korallart som beskrevs av Kükenthal och Hjalmar Broch 1911. Cavernularia chuni ingår i släktet Cavernularia och familjen Veretillidae. Inga underarter finns listade i Catalogue of Life.